# Catedral de la Anunciación de la Virgen (Jerusalén)
La Catedral de la Anunciación de la Virgen, también llamada Catedral greco-católica, melquita de la Anunciación de la Virgen o bien simplemente Iglesia de Nuestra Señora de la Anunciación, es el nombre que recibe un edificio religioso católico de rito bizantino (greco-melquita) localizado en el barrio cristiano de la ciudad de Jerusalén.
Funciona como la sede del territorio de Jerusalén dependiente del patriarca de Antioquía de los melquitas cuyo patriarca desde 1772 es responsable por los melquitas de Jerusalén por la encíclica Orientalium dignitas del papa León XIII.
El edificio como parte de la Ciudad Vieja de Jerusalén, fue declarado por la Unesco en 1981 Patrimonio de la Humanidad.

## Véase también

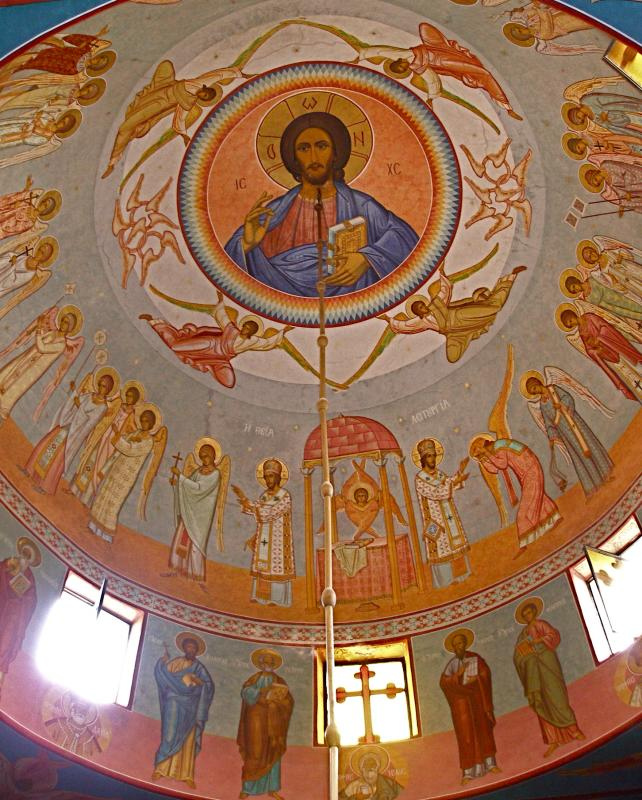
Vista de un Fresco de Jesús